# Tibulo
Albio Tibulo  (54 a. C.-19 a. C.) fue un poeta lírico latino.

## Biografía
Nacido en Gabii, una ciudad del Lacio, procedía de una familia adinerada del orden ecuestre que había sufrido las confiscaciones del segundo triunvirato. 
Figuró en el círculo de Marco Valerio Mesala Corvino, de quien era íntimo amigo y al que dedicó un famoso panegírico que se ha conservado. Combatió en la guerra civil junto a él en el bando de Augusto, pero enfermó y tuvo que quedarse en la isla de Corcira. Su poesía es, sin embargo, pacifista, y añora la paz y la sencillez de las viejas costumbres campesinas romanas. 
Entre sus amigos estuvieron también otros poetas pertenecientes al círculo de Mecenas, como Horacio, Virgilio, Propercio y el joven Ovidio, que dedicó a su muerte una sentida elegía.

## Obra
Varios códices le atribuyen cuatro obras de composiciones. Se han conservado dos libros de elegías suyas en un manuscrito (Corpus Tibullianum) que contiene además un tercer libro con poemas del círculo de Mesala: de la poetisa Sulpicia (sobrina de Mesala) y dos elegías atribuibles quizá a Tibulo. 
El primer libro, de diez elegías, se dedica a Delia, una mujer casada de origen plebeyo cuyo verdadero nombre, métricamente equivalente, era Plania. El segundo se compone de seis poemas dirigidos a Némesis —nombre de la diosa de la Venganza—, mujer por la que experimentó una gran pasión pero cuya identidad quizá es ficticia e inventada por el propio poeta, pero que tal vez sea una cortesana en cuyos brazos se albergó al ser rechazado por Delia. Las elegías de Tibulo están compuestas en dísticos elegíacos.
Sus temas preferentes son el amor, enfermizo y casi romántico, la amistad, la muerte y el rechazo de la guerra, del comercio y de la riqueza en pro del cultivo de la vida campesina sencilla y tranquila al lado de la amada. Su predilección por lo bucólico lo acerca a Virgilio. 
El estilo de Tibulo es claro y clásico, al contrario que el de Propercio, y prescinde de la ornamentación mitológica alejandrina.